# 印度尼西亚国家博物馆
印度尼西亚国家博物馆，是一座集考古学、历史学、人种学与地质学于一身的综合型博物馆，位于中雅加达行政市西独立广场大街、独立广场西侧。因其前院有一座大象雕像，又称大象博物馆。博物馆收藏了印尼的大量历史文物，始终在尽力保护着两个世纪以来印度尼西亚的传统与精髓。該馆实行双重票价制。

## 历史

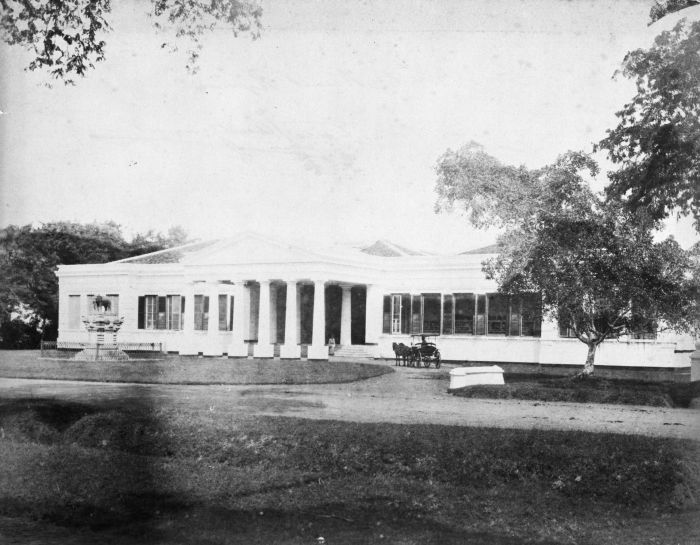
19世纪末的国家博物馆，时称巴达维亚皇家科学与艺术协会

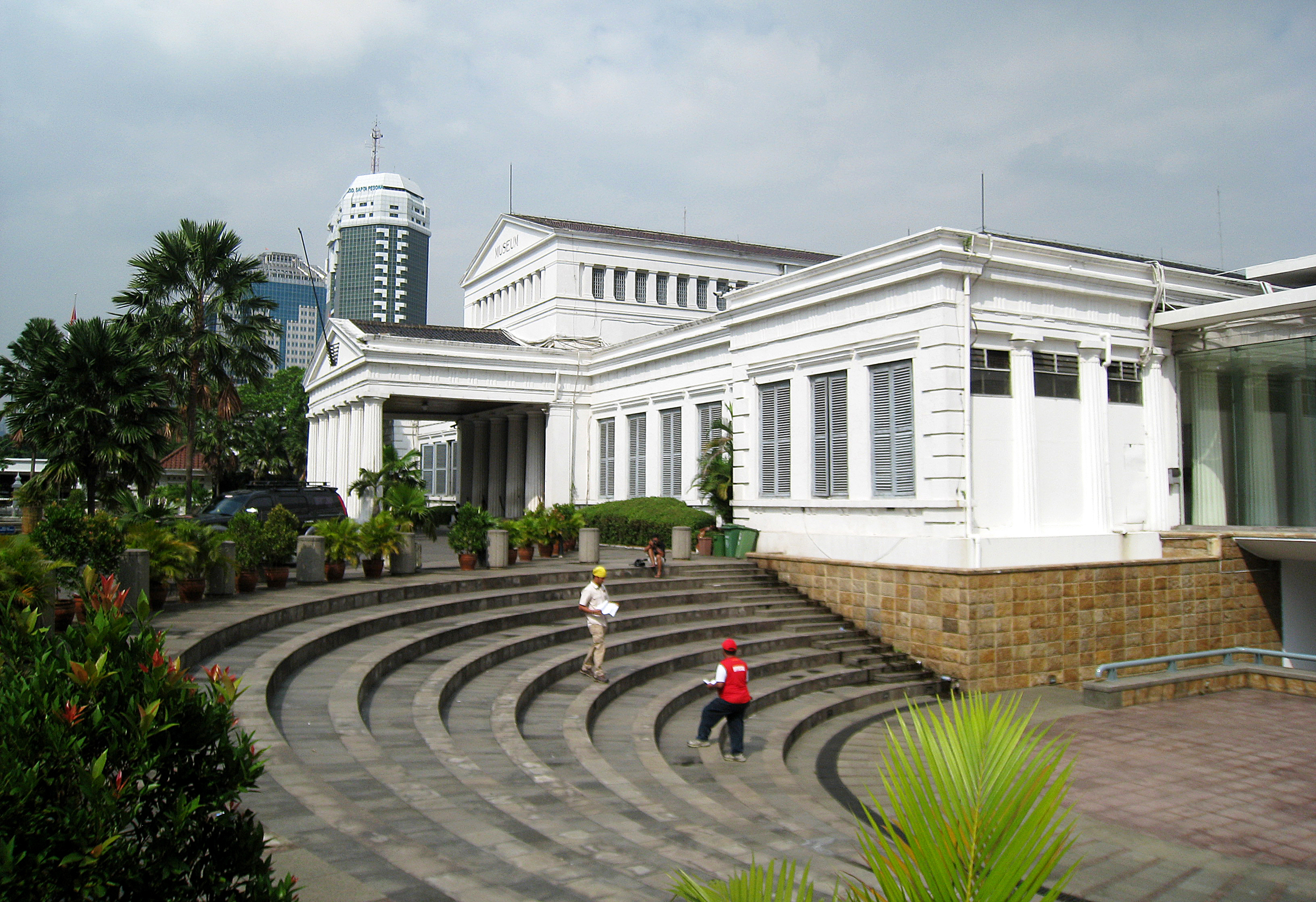
国家博物馆旧翼

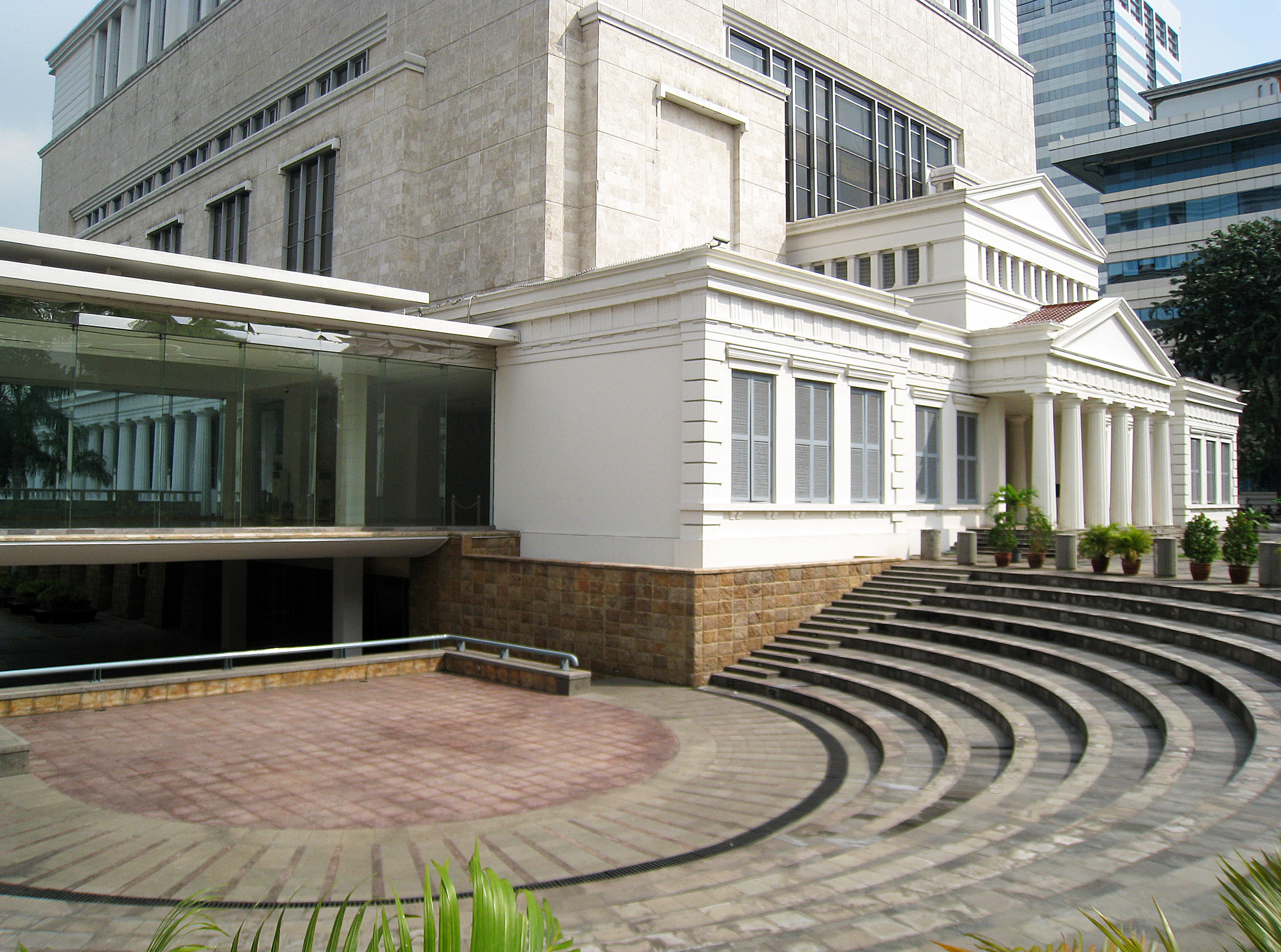
国家博物馆新翼

在1778年4月24日，若干位荷兰学者组建了皇家巴达维亚艺术与科学协会。其目的是在科学及艺术领域展开研究。其中，在考古、人种研究和物理等方面的研究成果更为突出，发表过各类调查报告。
其中一位学者雅各布·科内利斯·马蒂厄·拉德马赫尔捐赠了一座大楼及整套的文物和书籍，充实了博物馆及社会图书馆的馆藏 
由于藏品的增多，时任总督斯坦福·莱佛士爵士于19世纪初在满者伯夷街3号建设新馆址，并将其命名为文学会。1862年，荷属东印度政府决定兴建新博物馆，新博物馆不仅可以作为协会办公室，而且还可以安置、保护并陈列展品。
新博物馆于1868年正式开放，并被当地居民称作“大象博物馆”，又被称作“雕塑宫”。“大象博物馆”的名字源于博物馆前院的一尊大象雕塑，这是1871年由暹罗国王朱拉隆功大帝赠予巴达维亚城的礼物。而另一个别称“雕像宫”的命名原因是因为博物馆里展示了不同时期的各种各样的雕塑，故得名“雕塑宫”。

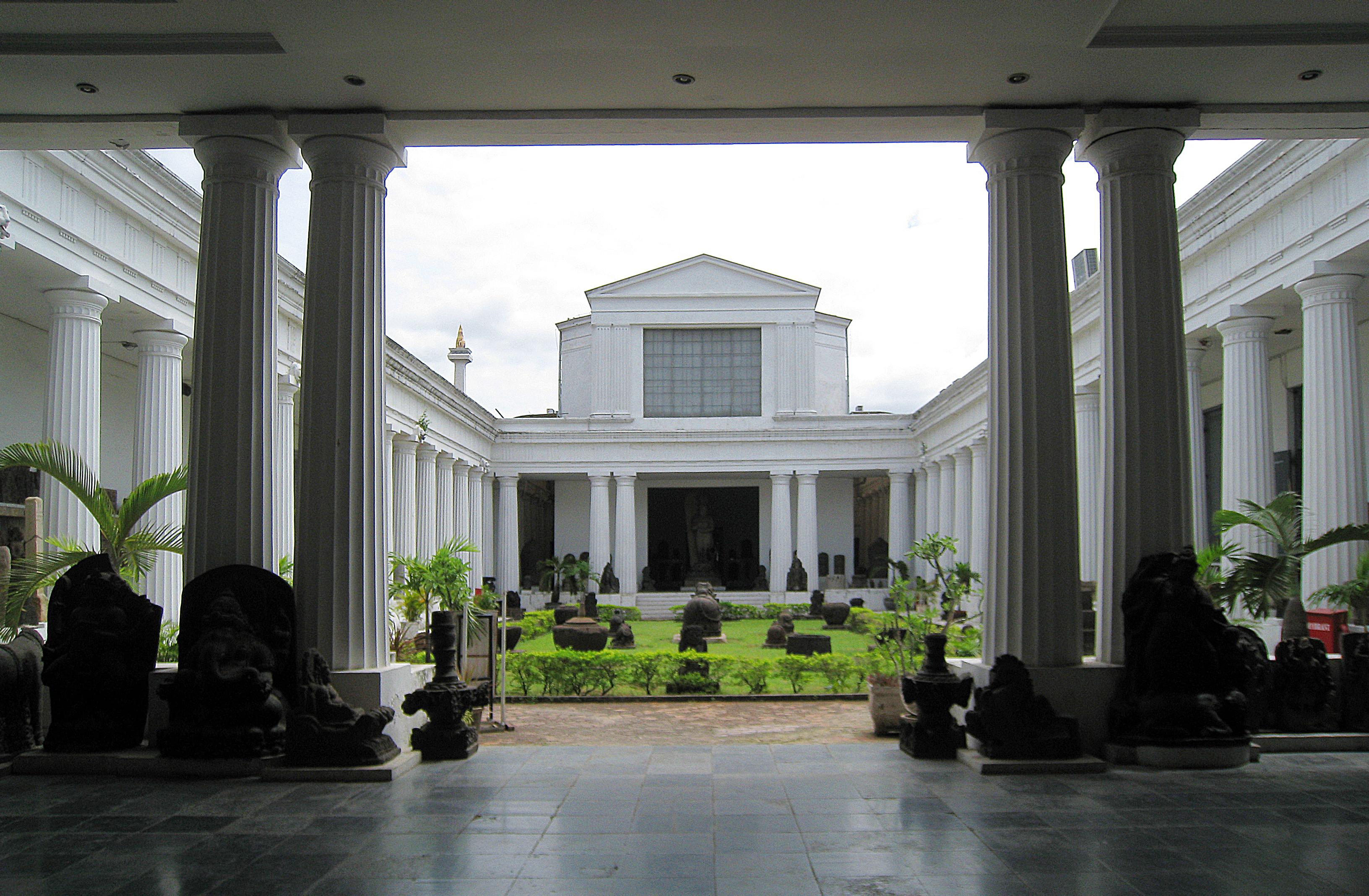
国家博物馆中的列柱中庭的特征是应用于希腊建筑中的多立克柱式

1931年，在巴黎举行的世界文化博览会上，博物馆的数件藏品被展出。不幸的是，在博览会上，一场大火烧掉了荷属东印度馆并烧毁了大量文物。博物馆在事后收到了一笔保险金作为补偿，次年，博物馆用这些补偿款建造了古瓷器厅与青铜器厅，以及二楼的珍品室。
1950年2月，巴达维亚皇家艺术与科学协会更名为印度尼西亞文化協會。1962年9月17日，印度尼西亞文化協會将博物馆移交给印尼政府，并被称为中央博物馆。1979年5月28日，教育與文化部頒布第092/0/1979号令，中央博物馆更名为国家博物馆。
2007年，原来有博物馆北侧的新建筑向游客开放，并展出了大量从史前到现代的手工艺品。新建筑被命名为雕塑宫，它的落成为博物馆提供了新的展览空间，而早期的博物馆建筑仍名为大象博物馆。

## 館藏

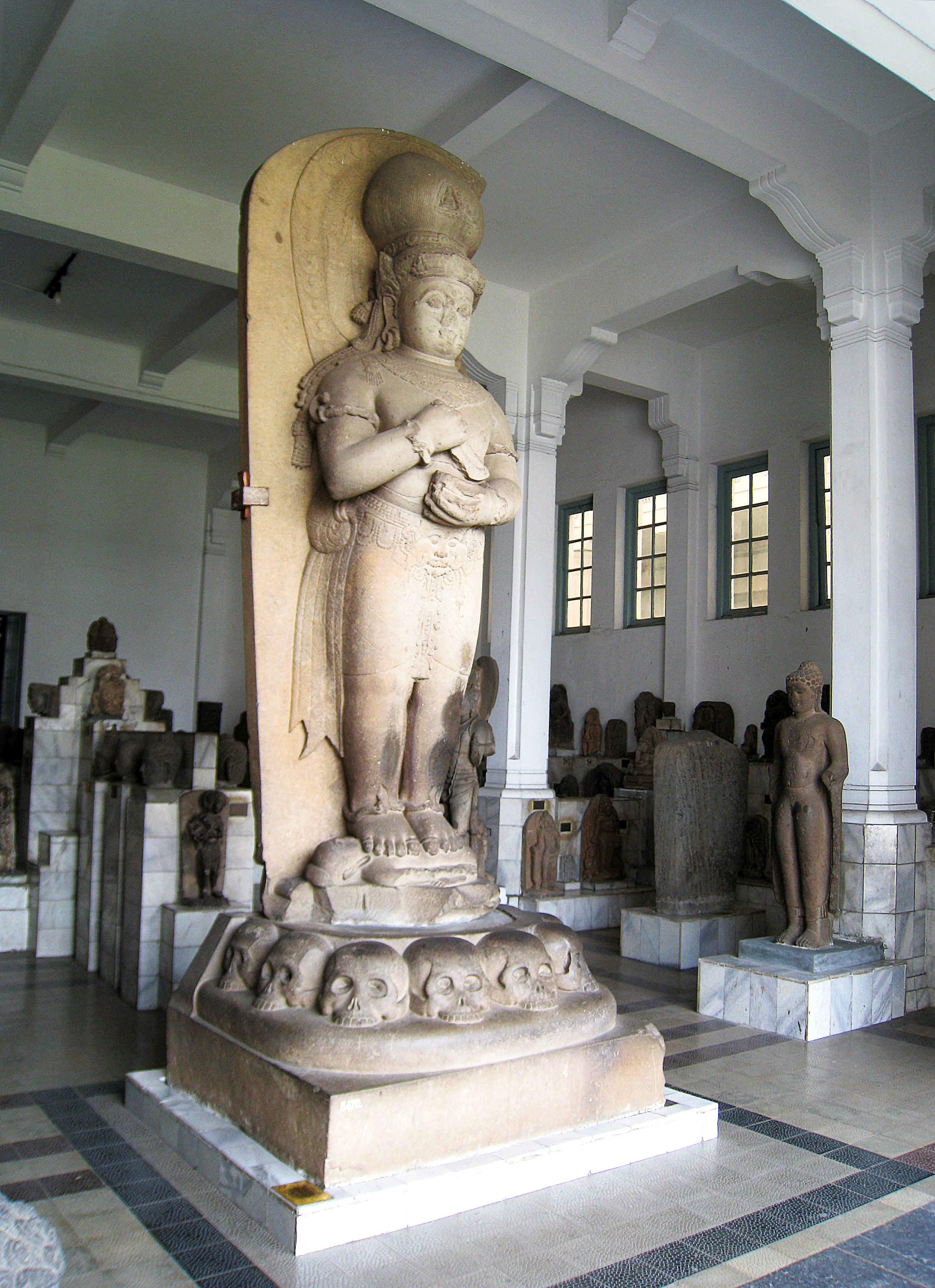
這座以阿迪特亚瓦尔曼為原型的陪臚雕像是該館的鎮館之寶，展現了印度教與佛教在古代印尼的影響力。

博物館馆藏有史前人類學文物及考古文物约61600件，它们多来自于印尼和亚洲各地，是全印尼乃至于全东南亚博物馆中最丰富、最完整、种类最多的。